# 10년 전쟁
10년 전쟁(스페인어: Guerra de los Diez Años)은 1868년부터 1878년에 걸쳐 쿠바에서 발발한 제1차 독립 전쟁이다. 1868년 10월 10일에 설탕 공장의 공장주였던 카를로스 마누엘 데 세스페데스가 행동을 시작했고, 스페인 제국으로부터 독립을 선언했다.
이 전쟁은 10년 동안 지속되면서, 20만 명의 목숨을 앗아갔고, 1878년 2월 10일 정전을 하게 된다. 하지만, 17년 뒤인 1895년 2월 24일에 제2차 쿠바 독립 전쟁이 발발하면서, 결국 스페인-미국 전쟁으로 발전하고, 1898년 12월 10일의 파리 조약을 통해 쿠바의 독립을 승인하게 된다.

## 배경
1850년대와 1860년대를 통해, 쿠바의 농장주와 사업가들은 식민지를 통치하는 근본적인 사회, 경제 개혁을 스페인에게 요구를 했다. 노예 무역 금지를 하는 느슨한 강제는 1856년에서 1860년 사이 9만에 이르는 극적인 노예 수입 증가로 이어졌다. 이것은 쿠바에서 강력한 노예제도 폐지 운동 중에도 불구하고 일으났으며, 동부의 노예 소유 농장주들 사이에 비용 증가로 이어졌다. 신기술과 농경 기술은 많은 수의 노예를 불필요하게 만들었으며, 금지를 할 정도로 비샀다. 1857년 경제 위기 속에서, 많은 설탕 농장과 설탕 정제 공장을 포함한 많은 사업체들이 파산했다. 많은 노예폐지론자들이 경제적인 대가를 스페인으로부터 노예주에게 지불하는 점진적인 노예제도 폐지를 지지하면서 설득력을 얻었다. 게다가, 어떤 농장주는 노예제도의 종말을 예견하고 노역 노동자로 중국 이민자들을 고용하는 것을 선호했다. 1870년대 이전, 125,000명이 쿠바로 모집되었다. 1865년 5월, 쿠바 크리올 엘리트들은 스페인 의회에 관세개혁, 의회에 쿠바 대표자 파견, 스페인 제국과 사법적 동등 그리고 노예 무역 금지의 전면 시행 등 네 가지 요구사항을 청원했다.
1867년에 접어들면서 식민지 정부는 태도를 바꿔 반동적, 전통주의적 정책을 추진했고, 대폭적인 증세와 더불어 자유주의적인 개혁도 배제했다. 같은 해 7월에 부유한 농장주인 프란시스코 비센테 아길레라에 의해 스페인 제국에서 독립을 목표로 한 개혁위원회가 설립되었다. 봉기는 10월 14일에 계획되어 있었지만, 스페인 제국이 계획을 알아챘기 때문에 예정보다 앞당겨 행동을 취할 수밖에 없었다.

## 과정

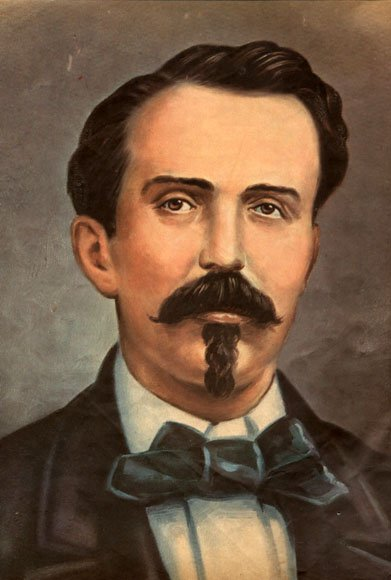
카를로스 마누엘 데 세스페데스

10월 10일에 설탕 공장주였던 카를로스 마누엘 데 세스페데스는 37명의 동지들과 함께 행동을 시작했다. 우선 자신의 공장 노예를 해방시키고, 147명의 반군을 조직했다. 야라를 제압한 세스페데스는 스페인으로부터 독립과 노예 해방을 선언했다. 이 거사는 몇 일만에 거의 진압되었지만, 바야모로 빨리 가서 반란군의 거점을 확보하는 데 성공했다. 오리엔테 주의 여러 지역에서 지지를 얻었고 독립 운동은 쿠바 동부 지역 전체에 퍼져 나갔다. 10월 말까지 폭동 참가자는 약 12,000명으로 증가했다.
같은 달에 뛰어난 군사적 재능을 가지고 한때 도미니카 공화국의 독립 전쟁에서 싸운 막시모 고메즈가 농민을 마체테로 무장시켜, 습격을 통해 접근전을 시도한다는 전략을 고안했다. 스페인군 병사는 쿠바 군인과 달리 어린 시절 황열병에 면역되지 않았기 때문에 큰 손실을 입었다. 1870년 6월에는 고메즈는 오리엔테 지역 사령관에 취임했다.
반군의 거점이 되었던 바야모는 3개월 후인 1869년 1월 12일에 스페인군에게 탈환당했고, 시민에 의해 도시는 불타고 있었다. 동부의 봉기에 이어 2월 무렵에는 중부 카마궤이 주에서도 반란이 시작되었다. 각지의 반란군, 독립군들이 집결해 카마궤이 주에서 개최된 의회는 4월 10일에 공화국 헌법을 공포하고 12일에는 세스페데스를 초대 대통령으로 선출했다.
세스페데스는 서부 침공 작전을 진행하고 있던 오리엔테 사령관 고메즈를 1872년 6월에 명령 위반으로 좌천시켰다. 1873년 10월 27일에 보수 세력이 다수파를 차지하는 의회에서 적대적 자세를 취한 사유로 독재 권력을 강하게 비판받고 실각했다. 고메즈는 군무에 복귀해 서부 침공 작전을 재개했지만 의회의 압력으로 전략은 중단되었다.
새로운 스페인군 총사령관에 취임한 아르세니오 마르티네스 캄포스는 후퇴를 계속하는 반군에게 정전과 화해 정책을 내세워 1878년 2월 10일에 마침내 휴전 협정이 체결되었다. 협정에서는 재무 상황을 개선하기 위한 다양한 개혁을 약속했고, 노예 제도의 폐지에도 합의를 했다. 그러나 10년간 계속된 이 전쟁으로 약 20만 명이 목숨을 잃었다.

## 쿠바 독립 전쟁
이 전투가 끝난 17년 뒤인 1895년 2월 24일에 쿠바 독립 전쟁이 발발한다. 1898년 4월 25일에 미국이 개입하면서, 스페인-미국 전쟁으로 발전했다. 같은 해 12월 10일의 〈파리 조약〉을 통해 쿠바의 독립이 승인되었다.

## 같이 보기
- 쿠바 독립 전쟁
- 쿠바의 역사